# Leni Klum
Pour les articles homonymes, voir Klum.
Leni Klum (en anglais : [leini klʌm]), née  Leni Olumi Samuel le 4 mai 2004 à New York, est un mannequin et animatrice
américano-allemande.

## Biographie
Leni est la fille de l'homme d'affaires italien Flavio Briatore et du mannequin germano-américain Heidi Klum,.
Une rumeur affirme que son nom est Helene Boshoven Samuel, mais, dans une interview donnée le novembre 2020, Leni et Heidi Klum ont précisé que ce n'est pas vrai.
Dès son plus jeune âge, elle est adoptée par le chanteur anglais Seal, et prend son patronyme.
Elle est la belle-fille du musicien allemand Tom Kaulitz.
Elle a trois demi-frères (Henry Günther Ademola Dashtu Samuel né en 2004, Johan Riley Fyodor Taiwo Samuel né en 2005, Falco Nathan Briatore né en 2010) et une demi-sœur, Lou Sulola Samuel née en 2009.
Leni Klum est la petite-fille du cadre dirigeant allemand Günther Klum qui travaillait dans une entreprise de cosmétique et de la coiffeuse allemande Erna Klum.

## Carrière
Leni fait son entrée dans le mannequinat à 16 ans dans le magazine allemand Vogue Germany aux côtés de sa mère, photographiée par le photographe de mode australien Chris Colls,.
Un premier article lui est consacré sur le site web international de Vogue ; le même mois, elle fait la couverture d'Hunger Magazine, photographiée par John Rankin Waddell. Le 18 janvier 2021, elle fait sa première apparition en tant que mannequin professionnel sur le podium de la Fashion Week numérique de Berlin,. Leni Klum fait la une de plusieurs quotidiens tels que USA Today, le Corriere della Sera, le Daily Mirror, Closer, et Women's Wear Daily,,. Elle réalise sa première couverture seule pour la version allemande du magazine féminin Glamour,.
Elle fait sa première apparition à la télévision, ou elle participe à l'émission de mode, Germany's Next Topmodel, sur la chaîne de TV allemande Prosieben. Leni parle couramment l'anglais, l'allemand et la langue des signes américaine,.
Elle fait ses débuts d'animatrice dans l'émission de mode  Germany's Next Topmodel, sur Prosieben en 2025.

## Vie privée
Depuis 2020, elle est en couple avec le joueur de hockey sur glace américain Aris Rachevsky,,. Le couple confirme leur relation en public  pour la première fois au Shrine Auditorium, à Los Angeles, pour assister à l'avant-première du nouveau film Netflix The Harder They Fall, qui a été réalisé par Jeymes Samuel, frère cadet du chanteur anglais Seal.

## Télévision

### Participation
- 2021 : Germany's Next Topmodel, sur Prosieben : Candidate

### Animation
2025 : Germany's Next Topmodel, sur Prosieben : Juge invitée